# Jim Townsend
James Clabby Townsend (Greenock, 2 febbraio 1945 – 19 ottobre 2020) è stato un calciatore scozzese, di ruolo centrocampista.

## Biografia
Era il secondo figlio di quattro di Tony e Catherine Clabby. Ha frequentato la scuola elementare St. Mary prima di andare al St. Columba's High School, dove fu capitano della rappresentativa calcistica. Lasciato il calcio giocato si stabilì in Canada, dapprima a Toronto e poi a Windsor, sempre in Ontario.

## Caratteristiche tecniche
Era centrocampista offensivo talentuoso e aggressivo, che però risentì nella sua carriera di alcuni infortuni che ne limitarono la carriera sia a livello di club che nella nazionale maggiore.

## Carriera

### Club
Si formò calcisticamente nel Port Glasgow, venendo poi ingaggiato per £80 e due palloni nuovi, sedicenne dal St. Johnstone nel gennaio 1962 ed esordendo il 7 aprile dello stesso anno in campionato nella vittoria per 1-0 contro il Partick Thistle. La stagione si concluse con la retrocessione dei Saints in cadetteria. 
Nel campionato seguente conquistò il posto da titolare, distinguendosi tra i protagonisti della vittoria finale del torneo, che garantì l'immediato ritorno della squadra di Perth.
Le sue prestazioni gli valsero l'interesse degli inglesi Middlesbrough, che lo ingaggiarono per £27.500 nel febbraio 1964. Con il Boro giocò nella serie cadetta inglese sino al campionato 1965-1966, conclusosi con la retrocessione del suo club in terza serie.
Nell'agosto 1966 tornò ai Saints per £7.500, disputando l'intera stagione 1966-1967 da titolare, almeno sino alla sua cessione nell'aprile 1967 per £20.000 agli Hearts, con cui concluse il campionato all'undicesimo posto. La sua militanza con il club di Edimburgo fu funestata da ricorrenti infortuni, tra cui una caviglia rotta, un'ernia del disco ed una spalla slogata, ma comunque fu un elemento importante della rosa, contribuendo anche al raggiungimento della finale della Scottish Cup 1967-1968, persa contro il Dunfermline.
Nel 1972 passò al Morton, militandovi sino al 1977. Con il suo club retrocesse nella serie cadetta al termine della Scottish Division One 1974-1975.
Durante l'estate 1976 ha la sua prima esperienza in America, venendo ingaggiato dalla franchigia statunitense NASL dei Boston Minutemen, con cui non esordirà in competizioni ufficiali e lascerà per trasferirsi in Canada per giocare con i Toronto Italia, militante nella NSL. Nel corso del campionato passò al London City, con cui non raggiunse i play-off per il titolo.
L'anno seguente tornò in Canada per giocare nel Windsor Stars, fallendo nuovamente l'accesso ai play-off per il titolo NSL.

### Nazionale
Con la nazionale scozzese giocò sette incontri nella tournée mondiale della Tartan Army del 1967, presenze che però non gli sono state riconosciute, a differenza di altri partecipanti come Alex Ferguson e Alan Anderson.

## Palmarès
- Scottish Division Two: 1

St. Johnstone: 1962-1963